# اچ.اچ. کالدول
اچ. اچ. کالدول (انگلیسی: H. H. Caldwell؛ ‏ ۵ فوریهٔ ۱۸۷۳ – ۲۷ آوریل ۱۹۳۹) اولین ناخدای زیردریایی در ایالات متحده آمریکا و بعدها فیلم‌نامه‌نویس و تدوین‌گر سینما بود.
او اولین افسر فرمانده زیردریایی دریایی در جهان محسوب مب شود که در ۱۲ اکتبر ۱۹۰۰ میلادی، فرماندهی بود، زمانی که فرماندهی یواس‌اس هلند (اس‌اس-۱) را بر عهده گرفت.
از فیلم‌هایی که وی در آن‌ها نقش داشته‌است، می‌توان به دختر شهری، فریاد دوردست، عملیات نجات، بیداری، فرشته خیابانی، طلوع: آواز دو انسان، سیر در عرش و بن هور اشاره نمود.